# Habrovany (Morávia do Sul)
Habrovany é uma comuna checa localizada na região de Morávia do Sul, distrito de Vyškov.